# Jan Stefan Silnicki
Jan Stefan Silnicki herbu Jelita – chorąży kamieniecki w latach 1682–1705, starosta buczniowski w 1695 roku.
Poseł na sejm elekcyjny 1697 roku z województwa bełskiego. Był elektorem Augusta II Mocnego z województwa podolskiego w 1697 roku.